# Coronae Scopulus
Il Coronae Scopulus è una struttura geologica della superficie di Marte.